# Andrew Mark Stuart
Andrew Mark Stuart (19 de agosto de 1962) é um matemático britânico. Trabalha com análise numérica.
Stuart estudou matemática na Universidade de Bristol, obtendo o bacharelato em 1983, e na Universidade de Oxford, onde obteve um doutorado em 1986, orientado por John Norbury. No pós-doutorado esteve no Instituto de Tecnologia de Massachusetts, sendo a partir de 1989 Lecturer na Universidade de Bath. Em 1991 foi Professor Assistente e em 1995 Professor Associado da Universidade Stanford. A partir de 1999 foi Professor de Matemática Aplicada na Universidade de Warwick, onde foi de 2005 a 2007 diretor do Centro de Computação Científica.
Trabalha com métodos numéricos para equações diferenciais estocásticas e para equações diferenciais e seu comportamento no tempo e com assimilação de dados.
Em 1989 recebeu o Prêmio Leslie Fox de Análise Numérica, em 1997 o Prêmio James H. Wilkinson e o Prêmio Germund Dahlquist da Society for Industrial and Applied Mathematics (SIAM), e em 2000 o Prêmio Whitehead. Stuart apresentou em 2002 a palestra DiPerna (Extracting Macroscopic Dynamics). Em 2002/03 foi Senior Research Fellow da Royal Society e do Leverhulme Trust, e em 2013 recebeu o Prêmio Fundação Wolfson/Royal Society. É desde 2009 fellow da SIAM.
Foi palestrante convidado no Congresso Internacional de Matemáticos (ICM) em Seul em 2014.

## Obras
- com G. A. Pavliotis Multiscale methods: averaging and homogenization, Springer 2008
- com Oscar Gonzalez A first course in continuum mechanics, Cambridge University Press 2008
- com A. R. Humphries Dynamical systems and numerical analysis, Cambridge University Press 1996